# 鲁达基

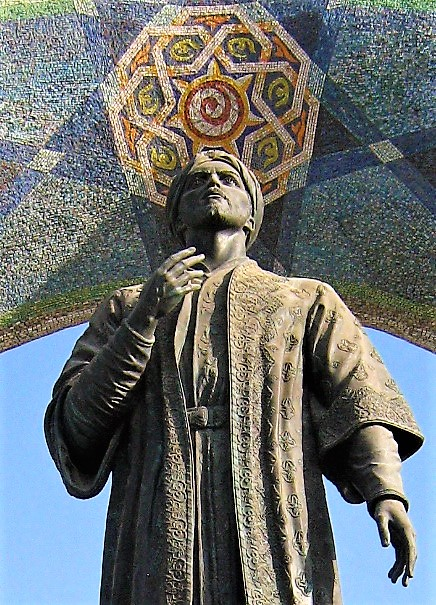
塔吉克斯坦首都杜尚別的魯達基雕像

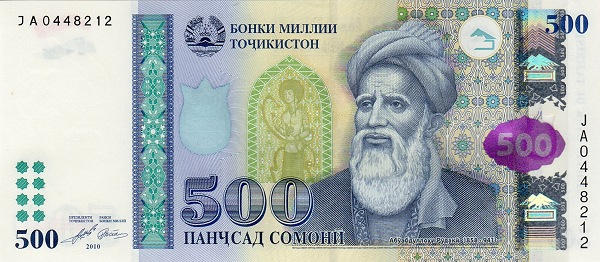
塔吉克斯坦2010年發行的500索莫尼紙鈔正面為魯達基肖像

鲁达基，全名阿布·阿布杜勒·加法尔·伊本·穆罕默德·鲁达基（波斯語：ابوعبدالله جعفر ابن محمد رودکی，858年—941年），波斯诗人，其作品体裁多样，题材丰富，基调开朗豪放，不仅歌颂了大自然的美丽和生活的欢乐，而且歌颂了帝王的功绩和王朝的兴盛。在对人民的疾苦表示同情时，对贫富悬殊的社会现象和统治者的伪善也表示了不满。鲁达基的作品对后世影响很大，被认为是波斯古典文学的创始人，也是塔吉克古典文学的创始人. 鲁达基是伊朗最伟大的诗人 (大伊朗) 之一。

## 生平
鲁达基的确切生年已很难确定，他生于萨曼帝国重镇撒马尔罕附近的鲁达克镇（今塔吉克斯坦彭吉肯特附近潘杰鲁德）。自幼聪慧过人，8岁已熟谙《古兰经》。能诗善琴，多才多艺。早年四处游历，对人民生活比较了解，成名后曾被萨曼王朝第三代国王纳赛尔二世召到布哈拉，担任宫廷诗人。
尽管身为宫廷诗人，鲁达基仍在自己的诗篇中对宫廷中的奢侈和勾心斗角予以讽刺。晚年他因故被逐出宫廷，原因不明，一说是和被撤职的宰相巴拉米关系密切，一说是参与了卡尔马特教派的反抗而被逐，回到故乡后在贫困中死去。鲁达基双目失明，有的研究者认为他是天生失明，但也有的研究者认为他是遭受酷刑被挖掉了双眼。

## 诗歌创作
据十二世纪的诗人拉什迪·萨马尔罕迪的说法，鲁达基写过多达130万行的两行诗。十二、十三世纪相交时的诗人穆罕默德·阿乌菲则称他著有其诗集近100卷。这些说法或有夸张，但鲁达基创作有大量诗歌是可以确定的。由于年代久远，加之十三世纪成吉思汗入侵造成的破坏，鲁达基残存的诗已不足2000行，形式包括颂诗、四行诗、抒情诗、哲理诗。
鲁达基现存作品中较长的有《酒颂》和《咏暮年》，《酒颂》达190行，只用了一个韵脚，音律严谨。《咏暮年》是鲁达基离开宫廷后对自己一生际遇的回忆和感慨：他写到：

当初我的面颊如丝绢般细腻柔软，
我鬓发也黑得如漆一般。
呵，青春的光彩，我朝思暮想的挚友.
如匆匆的过客，一去再不回头！
对于诗歌，他写到：

我把自己的心变成了诗歌的宝库
我的标记、我的烙印就是我朴素的诗歌
鲁达基最著名的叙事长诗《卡里来和笛木乃》是根据印度诗篇《五卷书》改写的长诗，但现在仅存一百多行。

## 译介与研究
中国大陆很重视鲁达基的译介和研究。1958年，人民文学出版社出版了潘庆舲译的《鲁达基诗选》，后和欧玛尔·海亚姆、萨迪和哈菲兹这几位波斯诗人的作品一同收入《世界名著文库》。2011年新疆师范大学成立了鲁达基研究中心，以推动新疆师范大学对塔吉克语言、文学研究的发展。俄罗斯作家安德烈·沃洛斯以描写鲁达基的小说《回返潘杰鲁德》获得了2013年的俄语布克奖。